# 多次簽證
多次簽證指一個可於有效期內多次使用的簽證，亦稱為「一簽多行」，相反則為只可使用一次的單次簽證，又稱「一簽一行」。多次簽證持證人可以一次申請獲多次邊境出入權，較單次簽證方便。

## 各國的多次簽證

### 中國內地往來港澳通行證簽注
2009年4月1日起深圳戶籍居民可辦理「一年多次個人遊簽注」(俗稱「一簽多行」)前往香港旅遊，該類簽證便是多次簽證。2015年4月13日，公安机关正式停止向深圳市户籍居民签发赴香港“一签多行”签注，改为签发“一周一行”签注。
2024年11月29日，中华人民共和国出入境管理局宣布在广东省深圳市、珠海市和横琴粤澳深度合作区实施赴香港、澳门旅游“一签多行”“一周一行”。2024年12月1日起，深圳市户籍居民和居住证持有人可以申请办理赴香港旅游“一签多行”签注，并同时不再受理赴香港“一周一行”签注申请，已签发的“一周一行”签注仍在有效期内的可继续使用。2025年1月1日起，珠海市户籍居民可以申请办理赴澳门旅游“一周一行”签注；横琴粤澳深度合作区户籍居民和居住证持有人可以申请办理赴澳门旅游“一签多行”签注。

## 相關
- 簽證
- 港澳個人遊
- 非法勞工